# Porto Fourchon
Porto Fourchon (em inglês Port Fourchon) é o porto mais meridional da Luisiana, localizado no extremo sul da Paróquia de Lafourche, no golfo do México. É um porto marítimo, com tráfego significativo da indústria de petróleo das plataformas de petróleo offshore do Golfo e sondas de perfuração, bem como do oleoduto do Porto de Petróleo Offshore da Luisiana. Os principais mercados de serviço da Fourchon são exploração, perfuração e produção de petróleo e gás em águas profundas domésticas no golfo. Porto Fourchon atende atualmente mais de 90% da produção de petróleo em águas profundas do golfo do México. Existem mais de 600 plataformas de petróleo em um raio de 40 milhas de Porto Fourchon. Essa área fornece de 16 a 18 por cento do suprimento de petróleo dos Estados Unidos.
Porto Fourchon faz parte da Área Estatística Metropolitana de Houma - Bayou Cane - Thibodaux.

## História
Porto Fourchon foi desenvolvido como uma instalação multiuso. Tem sido historicamente uma base terrestre para serviços de apoio ao petróleo offshore, bem como uma base terrestre para o Porto de Petróleo Offshore da Louisiana (LOOP). Além disso, conta com pesca comercial e recreativa, terminal de embarque de cargas estrangeiras e área de lazer e turismo.
O Conselho de Comissários da Comissão do Porto da Grande Lafourche está encarregado de garantir o progresso e o desenvolvimento contínuo do Porto Fourchon e do Aeroporto Lafourche Leonard Miller Jr. do Sul.Constituem a Comissão nove comissários nas cadeiras com letras de A a I. A cada seis anos, o povo da Décima Aldeia da Paróquia de Lafourche elege todos os nove comissários.
A Comissão do Porto da Grande Lafourche, estabelecida pelo estado da Luisiana em 1960 como uma subdivisão política do estado da Luisiana, exerce jurisdição sobre a Décima Divisão da Paróquia de Lafourche ao sul da Intracoastal Waterway, incluindo o porto e o aeroporto. A Comissão Portuária facilita o crescimento económico das comunidades nas quais opera, maximizando o fluxo de comércio e comércio, principalmente por meio do Porto Fourchon. A Bristow Helicopters e a Petroleum Helicopters International Inc. operam helicópteros fora do heliporto em Porto Fourchon que transportam pessoas e suprimentos para as plataformas de perfuração e produção de petróleo ao largo no golfo do México, como a BP Thunderhorse PDQ que fica a 150 milhas até o Sul.
O porto Fourchon foi danificado pelo furacão Lili em outubro de 2002. Não foi atingido diretamente pelo furacão Katrina em 29 de agosto de 2005 e foi apenas ligeiramente danificado. Dezasseis anos depois do Katrina, o centro do furacão de categoria 4 Ida atingiu o porto Fourchon às 11h54 CDT de 29 de agosto de 2021, com ventos sustentados de 240 km/h.

## Geografia
Porto Fourchon fica a uma curta distância da Luisiana Highway 1 (LA 1), a estrada para Grand Isle, pela Luisiana Highway 3090. É o ponto mais meridional da Luisiana acessível por automóvel.
Como uma infraestrutura crítica de importância nacional, LA 1 fornece uma ligação vital para Porto Fourchon. Em meados de 2008, US$ 350 milhões de títulos estaduais e assistência federal foram orçados para começar a substituir um trecho de 17 milhas (27 km) de LA 1, a estrada para Porto Fourchon, porque essa parte da rodovia não está dentro do sistema de diques de furacões que protege as comunidades do interior, e a rodovia está sujeita a inundações por tempestades, até mesmo por ciclones tropicais a alguma distância. A substituição será uma estrada elevada que pode resistir a uma grande tempestade e permanecer aberta mesmo se o terreno ao redor inundar. Uma seção de sete milhas (11 km) do projeto de Leeville a Porto Fourchon, incluindo uma ponte mais alta através de Bayou Lafourche, está em construção e com conclusão prevista para 2011; esse segmento será financiado por portagens. A ponte sobre Bayou Lafourche, financiada por portagens, foi inaugurada em 8 de julho de 2009. Os fundos não foram garantidos para o segmento entre Golden Meadow e Leeville.